# Rhabdodemania nancyae
Rhabdodemania nancyae är en rundmaskart som beskrevs av John Inglis 1964. Rhabdodemania nancyae ingår i släktet Rhabdodemania och familjen Rhabdodemaniidae. Inga underarter finns listade i Catalogue of Life.